# Mario Teaches Typing
Mario Teaches Typing és un videojoc educatiu de mecanografia per a ordinadors personals, dels pocs jocs llicenciats de la franquícia Mario. Va sortir el 1992 per a MS-DOS en format disquet i més tard, en format CD-ROM, per a Microsoft Windows l'any 1994 i per a Mac OS el 1995. La versió de MS-DOS és el primer videojoc de la franquícia on se sent parlar a en Mario.

## Jugabilitat
Mario Teaches Typing permet que el jugador escrigui un nom, esculli entre en Mario, en Luigi o la Princesa Peach com a personatge jugable, i decideixi el seu objectiu de ràtio de paraules per minut. En el mode base, el jugador ha de teclejar un text sense més. Hi ha tres nivells de dificultats: el personatge escollit corre contínuament cap a la dreta fins que es troba un obstacle o un enemic que representa una lletra (nivell 1), una paraula (nivell 2) o una frase (nivell 3) a teclejar. Un cop teclejat el que correspongui, el personatge segueix corrent. Quan acaba cada mode, apareixen unes estadístiques, inclòs si s'ha assolit l'objectiu i la ràtio d'errors. Existeixen versions en diferents llengües, així com una versió en alemany amb suport per teclats QWERTZ i umlauts.

## Desenvolupament
La idea del joc va venir de Brian Fargo, aleshores cap de desenvolupament de l'empresa de desenvolupament de videojocs Interplay Entertainment i futur fundador d'inXile Entertainment i de Robot Cache qui, inspirat després de veure l'èxit del joc educatiu Mavis Beacon Teaches Typing, creat per a ordinadors per The Software Toolworks (qui més tard també es veurien involucrats en el disseny de jocs llicenciats de Mario com Mario is Missing!), va proposar de fer un joc educatiu de mecanografia protagonitzat per en Mario a Nintendo, idea que van acceptar de bon grat d'entrada.
En la versió de 1992, en Mario té la veu de Ronald B. Ruben. En les versions posteriors, Charles Martinet posa veu a un cap flotant d'en Mario que fa de narrador i guia del joc, la que seria la seva primera contribució com a veu seva juntament amb Mario's Game Gallery, abans que el 1996 es consolidés com a veu principal del personatge amb Super Mario 64, fins al 2023. Martinet també va enregistrar els seus moviments i expressions fent servir un sensor d'actors virtuals. Segons Martinet, Mario Teaches Typing el va ajudar a entendre el personatge des d'una perspectiva infantil. Va dir que en Mario no havia de ser negatiu amb el jugador, i que si s'equivocava, en comptes de ser malcarat, havia d'encoratjar-lo amb frases com "ho faràs millor la propera vegada, som-hi! (let's go!)".
La versió de CD-ROM va ser produïda per Thomas R. Decker, qui també va treballar amb jocs d'Interplay com Mario's Game Gallery i Kingdom: the Far Reaches. Tota la música que s'utilitza a Mario Teaches Typing prové de Super Mario World. El joc va sortir als EUA el 1992 i al Regne Unit el 1993. La versió per a Macintosh va desenvolupar-la Presage Software, qui també van fer Mario's Game Gallery.
Al desenvolupador de Mavis Beacon Teaches Typing no li va agradar la idea de Fargo, i va considerar Mario Teaches Typing com a competidor seu per l'èxit que va assolir. Nintendo, en paraules de Shigeru Miyamoto, va tallar els vincles amb Interplay després del fracàs dels jocs llicenciats de Mario per a ordinadors.

## Recepció
Les crítiques per part de la premsa especialitzada d'aleshores va ser sobretot positiva, amb notes com un 11/12 de l'extinta revista alemanya Aktueller Software Markt, un 4/5 de l'antiga revista britànica MacUser o un 3,5/5 de l'extint web nord-americà All Game Guide. Amb una nota del 80%, Steve Fountain, del britànic Evening Sentinel, diu que la versió per a Windows de Mario Teaches Typing "és menys divertida que un joc normal d'ordinador, però molt millor que anar llegint lentament un avorrit manual d'instruccions de mecanografia".
El joc va vendre més de 800.000 còpies, i va ser el desè joc més venut per a Macintosh el juny de 1996 i el vuitè programari més venut de la primera meitat de 1996 per a Macintosh.

## Seqüela
Mario Teaches Typing 2 va sortir el 1997 per a Windows i Macintosh. Tot i considerar-se una seqüela, es tracta d'una versió millorada de la versió CD-ROM de Mario Teaches Typing, amb alguns canvis gràfics, com l'addició d'animacions entre nivells per explicar la història, que bàsicament consisteix en destruir el castell d'en Bowser fent servir una màquina d'escriure màgica que apareix del no res.
Va ser desenvolupat per Brainstorm, i aquest cop, Interplay només en van ser els distribuïdors. Les crítiques especialitzades d'aleshores van ser mixtes; All Game Guide, amb un 3/5, va dir que era un programa massa infantil per a adults que vulguessin aprendre mecanografia, mentre que la revista Macworld, amb un 4,1/10, directament va recomanar a tothom que jugués Mavis Beacon Teaches Typing, el joc rival que va inspirar la primera entrega, enlloc seu. És l'últim joc educatiu amb llicència de Mario mai creat, degut a la fama que van tenir tots els anteriors.